# Martin by Horncastle
Martin lub Martin by Horncastle – wieś w Anglii, w Lincolnshire, w dystrykcie East Lindsey, w civil parish Roughton. Leży 27.2 km od Lincoln i 185.9 km od Londynu.
W 1931 roku civil parish liczyła 41 mieszkańców. Martin jest wspomniana w Domesday Book (1086) jako Martune.